# Сант'Антонио (Кампобасо)
Сант'Антонио је насеље у Италији у округу Кампобасо, региону Молизе.
Према процени из 2011. у насељу је живело 25 становника. Насеље се налази на надморској висини од 634 м.